# Patrick Hogan (homme politique, Galway)
 (février 2020).
Si vous disposez d'ouvrages ou d'articles de référence ou si vous connaissez des sites web de qualité traitant du thème abordé ici, merci de compléter l'article en donnant les références utiles à sa vérifiabilité et en les liant à la section « Notes et références ».
Pour les articles homonymes, voir Patrick Hogan.
Patrick J. Hogan (13 mai 1891 - 14 juillet 1936) est un fermier, avocat et homme politique irlandais. Il est ministre du Travail (1922) et ministre de l'Agriculture (1922-1932).